# Винокић
Презиме Винокић етимолошки садржи вин и вино. Вин је стари српски појам који значи крив. У српском језику задржан је као појам не-вин тј. није крив, или доказао је невиност, то значи да није крив. Етимолошки вино, као термин постоји у многим језицима и вероватно му је основа од латинског vinum. Винова лоза од чијег се плода грожђа прави вино, води порекло са обронака Кавказа или Ирана. Вино је иначе алкохолно пиће које настаје алкохолним врењем сока грожђа. Тако код срба презиме Винокић има посредну везу са вином. На ту везу нам у једном случају указује књига Милана Алексића „Презимана у Футогу” издата 1922. године у којој се наводи да је Патријарх Јосиф Рајачић после буне 1848. године отишао у Беч и као поклон цару Фрањи Јосифу однео вино из Футога. Цар је био задовољан вином и рекао је “Das ist vajn familie” односно да је то винска фамилија. Патријарх Рајачић је по повратку у цркви Светих Козме и Дамјана у Футогу на свечаности 1. новембра 1852. уписао породицу Винокић. У наведеној књизи се наводи презиме породице Винокић тада уписане, која води порекло са простора данашње Северне Македоније. И данас у Футогу постоји презиме Винокић, за неколико футошких староседелачких фамилија.